# Somerton Castle
Somerton Castle är ett slott i Storbritannien.   Det ligger i grevskapet Lincolnshire och riksdelen England, i den sydöstra delen av landet, 180 km norr om huvudstaden London. Somerton Castle ligger 17 meter över havet.
Terrängen runt Somerton Castle är platt.Runt Somerton Castle är det ganska tätbefolkat, med 116 invånare per kvadratkilometer. Närmaste större samhälle är Lincoln, 12,4 km norr om Somerton Castle. Trakten runt Somerton Castle består till största delen av jordbruksmark.